# Megacorporação
Megacorporação é um termo popularizado por William Gibson derivado da combinação do prefixo mega com a palavra corporação. É um termo popularmente usado na literatura cyberpunk. Ele se refere a uma corporação que seu conglomerado massivo, conseguiu o monopólio ou quase-monopólio em vários tipos de mercado, exibindo tanto monopólio horizontal quanto vertical. Megacorporações são tão poderosas que elas podem ignorar a lei, possui suas próprias forças de segurança pesadamente armadas, e algumas vezes de tamanho militar, possui território soberano e possivelmente age até como um governo por si só. Às vezes ele tem alto controle sobre seus funcionários, com a ideia de cultura corporativa elevada ao extremo.
É duvidoso que exista qualquer megacorporação no mundo real atualmente. Até as maiores multinacionais não possuem nem de longe o mesmo nível de poder direto detido pelas megacorporações da literatura cyberpunk. Por outro lado, alguma poderosas corporações como De Beers, General Electric e Microsoft possuem monopólios em seus mercados de atuação, e suas habilidades de contornar a lei pode ser debatida. Os chaebols da Coréia do Sul e os zaibatsu japoneses talvez sejam os que mais cheguem perto do papel das megacorporações no mundo atual, pelo menos a nível nacional. Na Nigéria, grandes companhias de petróleo multinacionais são pesadamente associadas com a policia local, que age como suas forças de segurança.
Históricamente, existem alguma similaridades entre as megacorporações e as companhias mercantis dos séculos XVII e XVIII, do período mercantil, como a Companhia Britânica das Índias Orientais assim como companhias de exportação de recursos como a United Fruit Company, que efetivamente controlou vários governos da América Central pela década de 1960.

## Lista de megacorporações fictícias
| - ACME Corporation, do desenho Looney Tunes; - Arasaka, do RPG Cyberpunk 2020; - Comstar, do jogo de ficção científica Battletech; - Ares Macrotechnology, do RPG Shadowrun; - BiffCo Enterprises, do filme De volta para o Futuro II; - Blue Sun, da série Firefly e Serenity; - Brawndo Corporation, do filme Idiocracy; - Bauhaus, Imperial, Mishima e Capitol de Mutant Chronicles; - Buy n Large, do filme WALL-E - Capsule Corporation, do anime Dragon Ball - CHOAM, da série literária Universo de Duna; - Cohagen Off-Earth Air Enterprise, do filme Total Recall; - Conglom-O, do Rocko's Modern Life; - Corporate Sector Authority, do universo de Guerra nas estrelas; - Crayven Corporation, do jogo Ground Control; - Cyberdyne Systems, da trilogia Exterminador do Futuro; - Czerka Corporation, do universo de Guerra nas estrelas; - Destroido, do desenho Scooby-Doo! Mystery Incorporated - dataDyne, do jogo Perfect Dark e Perfect Dark Zero; - Edgars Industries, da série Babylon 5; - Eurocorp Syndicate, de Syndicate Wars; - Everything Except Shoes (EES), de Freaked; - Gadgetron, de Ratchet and Clank; - GenCorp, de Time Chasers; - GENOM, do anime Bubblegum Crisis; - GloboTech Industries, do filme Small Soldiers; - HardyCorp, de Z Anomaly; - Organizações Linder'maya, da mini série de YouTube Os Desajeitados - InGen, da trilogia Jurassic Park; - InterGalactic Banking Clan, do universo de Guerra nas estrelas; - Jupiter Mining Corporation, de Red Dwarf; - LexCorp/LuthorCorp, Wayne Enterprises, Sivana Industries, e várias outras do universo da DC Comics; - Liandri Corporation, do jogo Unreal Tournament; - Ling-Standard Products, de Traveller; - Lunar Industries, Lunar; - Manchurian Global, de The Manchurian Candidate; - Mantel Global Industries, do Haze; - Maximum Inc., de Phantom 2040; - Megacorp, de Ratchet and Clank: Going Commando; - Millenion, do anime Gungrave; - Mimecom, de Wild Palms; - Momcorp, do Futurama; - Muti-Nacional United Distrito 9; - Nanotrasen, de Space Station 13 | - Nergal Heavy Industries, do anime anime Martian Successor Nadesico; - Network 23, do filme Max Headroom: 20 Minutes into the Future e o subseqüente Max Headroom (TV series); - Ootori Corporation, do anime Ouran High School Host Club; - Organizações Tabajara, do programa de humor Casseta e Planeta - OMAR, dos jogos Vigilante 8 e Vigilante 8: Second Offense; - Omni Consumer Products (OCP), do RoboCop; - Omni-Tek, do RPG online Anarchy Online; - Page Industries, da série de jogos Deus Ex; - Paradigm Corporation, do anime The Big O; - Pentex, do RPG World of Darkness; - PTMC, da série de jogos Descent; - RAMJAC, de Jailbird; - Revocs, do anime Kill la Kill - RDA, do filme AVATAR - Scorpia, do livro de Alex Rider, Scorpia; - Shadaloo, da série e jogo de videogame Street Fighter; - Shai-Gen, de Crackdown; - Shinra Electric Power Company, de Gaia no universo de Final Fantasy; - Shuko Enterprises, do Double Dragon (filme); - Skynet, do Terminator; - Soylent Corporation, do filme Soylent Green; - Tech Con Group, de "Stargate SG1", episódio "Space Race"; - Tekken, do filme de mesmo nome "Tekken"; - The Transnats, da Mars Trilogy, que eventualmente compra vários países; - Trade Federation, do universo de Guerra nas estrelas; - TriOptimum Corporation, da série de jogos System Shock; - Tyrell Corporation, do filme Blade Runner; - Ultor Corporation, dos jogos Red Faction e Red Faction II; - Umbrella Corporation, da série Resident Evil; - Union Aerospace Corporation, de Doom; - U.S. Robots and Mechanical Men, do filme e do livro Eu, Robô; - Vault-Tec Technologies, do jogo Fallout; - Vector Industries, do anime e série de jogos Xenosaga; - Versalife Corporation, do jogo Deus Ex; - Virtucon, de Austin Powers; - Weyland-Yutani, de Alien (filme); - Winner Enterprises, Inc., de Gundam Wing; - Zig-Zag corporation, do filme Max Headroom: 20 Minutes into the Future e subsequente Max Headroom (TV series); - Shai-Gen Corporation, de Crackdown; - NME de Kirby: Right Back at Ya!; - Dan Halen Sheetrock International de Squidbillies; - Water & Power nos quadrinhos e filme da serie Tank Girl |

## Referencias
1. ↑  «Strategies for Transnational Civil Society». Consultado em 5 de agosto de 2007. Arquivado do original em 10 de outubro de 2009